# Hemerotrecha carsonana
Hemerotrecha carsonana är en spindeldjursart som beskrevs av Muma 1989. Hemerotrecha carsonana ingår i släktet Hemerotrecha och familjen Eremobatidae. Inga underarter finns listade i Catalogue of Life.